# Richard Halsey
Pour les articles homonymes, voir Halsey (homonymie).
Richard Halsey, né en 1940, est un monteur américain.

## Biographie
Il commence sa carrière dans le montage en 1970. Il travaille souvent en collaboration avec sa femme Colleen et ils sont parfois crédités ensemble. Il remporte l'Oscar du meilleur montage en 1977 pour Rocky. Il est membre de l'American Cinema Editors depuis 1988.

## Filmographie
- 1973 : Pat Garrett et Billy le Kid, de Sam Peckinpah
- 1974 : Harry et Tonto, de Paul Mazursky
- 1976 : Next Stop, Greenwich Village, de Paul Mazursky
- 1976 : Rocky, de John G. Avildsen
- 1978 : Dieu merci, c'est vendredi (Thank God It's Friday), de Robert Klane
- 1980 : American Gigolo, de Paul Schrader
- 1980 : Un fils pour l'été, de Bob Clark
- 1983 : American Teenagers, de Curtis Hanson
- 1984 : Dreamscape, de Joseph Ruben
- 1986 : Le Clochard de Beverly Hills, de Paul Mazursky
- 1987 : Mannequin, de Michael Gottlieb
- 1987 : Dragnet, de Tom Mankiewicz
- 1988 : Objectif Terrienne, de Julien Temple
- 1988 : Au fil de la vie, de Garry Marshall
- 1990 : Joe contre le volcan, de John Patrick Shanley
- 1990 : Edward aux mains d'argent, de Tim Burton
- 1992 : Article 99, de Howard Deutch
- 1992 : Sister Act, d'Emile Ardolino
- 1993 : Quand Harriet découpe Charlie !, de Thomas Schlamme
- 1994 : Rends la monnaie, papa, de Howard Deutch
- 1995 : Traque sur Internet, d'Irwin Winkler
- 1996 : Eddie, de Steve Rash
- 1999 : Les Pirates de la Silicon Valley (téléfilm), de Martyn Burke
- 2002 : Pumpkin, d'Anthony Abrams et Adam Larson Border
- 2004 : Folles Funérailles, de Michael Clancy
- 2008 : Le Grand Stan, de Rob Schneider
- 2009 : American Girls 5 : Que la meilleure gagne !, de Bille Woodruff
- 2013 : Max Rose, de Daniel Noah